# 栃木県道117号新栃木停車場線

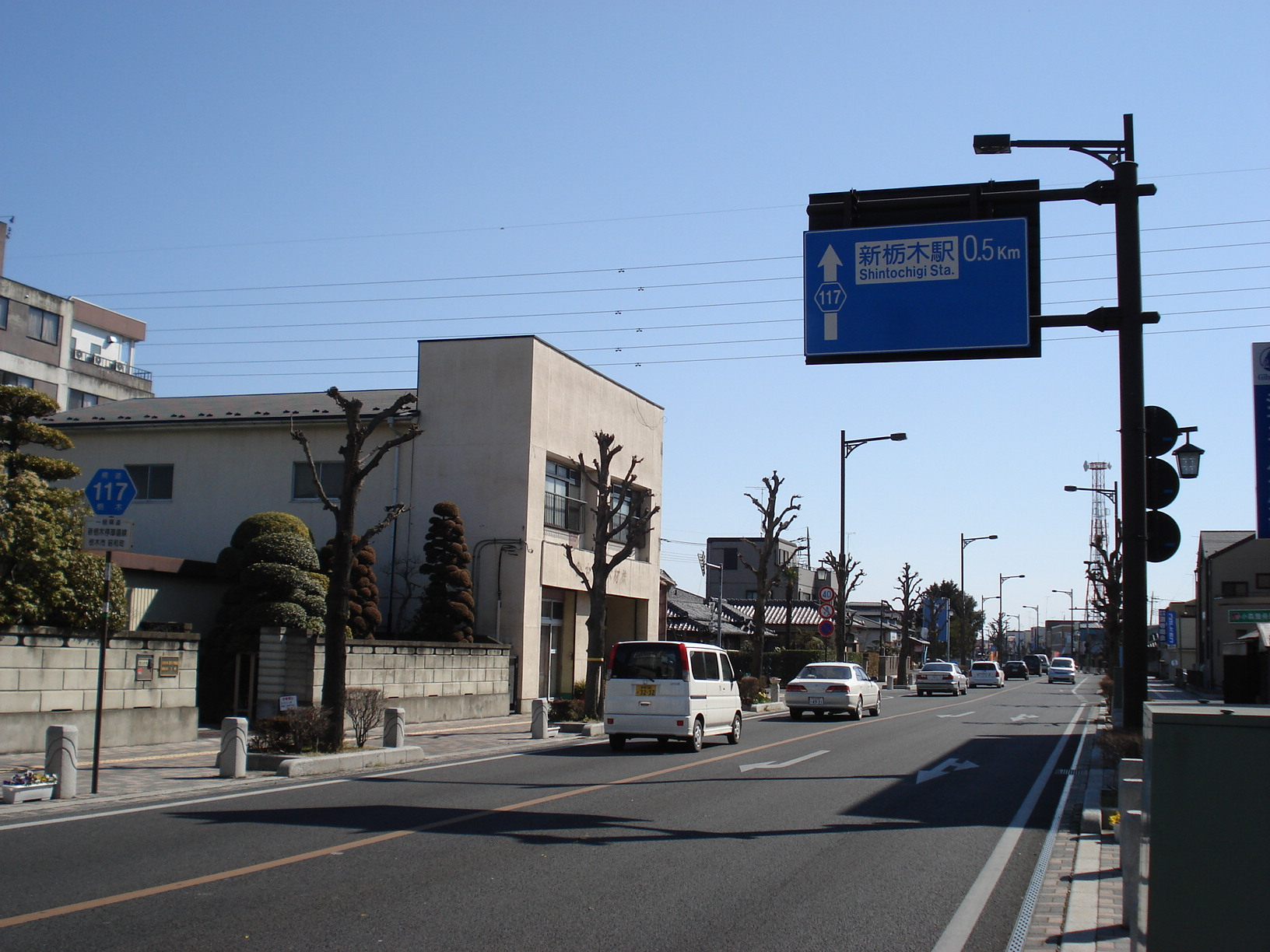
新栃木駅入口交差点付近

栃木県道117号新栃木停車場線（とちぎけんどう117ごう しんとちぎていしゃじょうせん）は、栃木県栃木市を通る一般県道である。

## 路線概要
- 指定：1961年（昭和36年）4月1日
- 実延長：0.488km[1]
- 起点：栃木県栃木市平柳町1丁目（東武鉄道新栃木駅）
- 終点：栃木県栃木市昭和町（新栃木駅入口交差点=栃木県道3号宇都宮亀和田栃木線交点）

## 沿線施設
- 東武鉄道日光線・宇都宮線 新栃木駅
- 栃木郵便局
- 足利銀行新栃木支店